# Cascade Jacqueline
Pour les articles homonymes, voir Jacqueline.
La cascade Jacqueline est une chute d'eau française située à Saint-Joseph, sur l'île de La Réunion. L'une des nombreuses cascades que forme la rivière Langevin, celle-ci se trouve près de son embouchure dans le quartier dit Langevin. Elle n'est accessible qu'après cinq minutes de marche sur un sentier montant depuis la côte. Des bassins propices à la baignade sont présents.